# スーパーアルプス
株式会社スーパーアルプスは、東京都八王子市に本部を置き、東京都、神奈川県、埼玉県で食品スーパーマーケットチェーン「スーパーアルプス」を展開する企業である。スーパーマーケットのほか、ショッピングセンター「コピオ (Copio) 」を経営し、コピオの核店舗としてスーパーアルプスを出店することも多い。
また、フランチャイジーとして、スーパーアルプス内のインストアベーカリー「リトルマーメイド」を運営する。

## 概要
1950年（昭和25年）に現在の東京都昭島市で青果店として創業した。1976年（昭和51年）に本部を八王子市へ移転した。
社名・店名の由来は、創業時の屋号「松本商店」を長野県松本市に結びつけ、そこからの連想で日本アルプスから命名したもの。「松本」は創業者の苗字から。
徹底したドミナント戦略をとっており、本部所在地である八王子市内および八王子市に隣接する市町村の店舗が大半を占める。既存店に近い場所への新店開設も多く、例えば西八王子店・長房店はそれぞれ約900mしか離れていない。
オール日本スーパーマーケット協会（AJS）に加盟し、AJSのプライベートブランド「くらし良好」商品を積極的に扱う。かつてはAJSの会長企業であった関西スーパーマーケットへ100人の社員を最高3か月間にわたって研修に送り込んだこともあり、品揃えや店作りなどに同社の影響を強く受けている。
店舗の内装は比較的シンプルで、品揃えは食品と日用消耗品雑貨のみである。売場面積が広めの店舗であっても、単価の高い高級食材などはあまり置かず、一般家庭で買う頻度が高い品のみに品揃えを絞り込んでいる。回転率の良い品だけを置くことで、鮮度の良さと安さを実現している。近年では生鮮食品などを包装せずバラ売りするスーパーマーケットが多くなっているが、アルプスはAJSの中でも先頭に立ってこの方法を試みてきた。
かつては衣料品も取り扱っていたが、株式会社サミット・コルモ（コルモピア）に事業譲渡した。
POSシステムは、富士通製を使用している。

## 沿革
- 1950年（昭和25年）12月 - 現在の東京都昭島市で青果店として創業[1]。
- 1962年（昭和37年）4月 - 有限会社松本商店を設立[1]。
- 1967年（昭和42年）
  - 7月 - 有限会社スーパーアルプスに社名変更[1]。
  - 8月 - 昭島市拝島町にスーパーマーケット1号店として拝島店を開店[1]（現存せず）。
- 1970年（昭和45年）5月 - スーパーアルプス2号店として長房店を開店[1]。
- 1973年（昭和48年）12月 - 3号店として中野店を開店[1]。
- 1975年（昭和50年）11月 - 4号店として西八王子店を開店[1]。
- 1976年（昭和51年）
  - 1月 - 本部を八王子市散田東町（現在の散田町）へ移転[1]。
  - 8月 - 株式会社化し、株式会社スーパーアルプスに改組[1]。
- 1977年（昭和52年）11月 - 5号店として高倉店を開店[1]。
- 1979年（昭和54年）
  - 1月 - オール日本スーパーマーケット協会に加盟[1]。
  - 4月 - 6号店として南平店を開店[1]。
- 1982年（昭和57年）
  - 9月 - 本部を八王子市椚田町へ移転[1]。
  - 10月 - 8号店としてはざま店を開店[1]。
- 1985年（昭和60年）9月 - 日本チェーンストア協会に加盟[1]。
- 1986年（昭和61年）9月 - 9号店として恩方店を開店[1]。
- 1987年（昭和62年）3月 - 10号店として宇津木台店を開店[1]。
- 1991年（平成3年）10月 - 11号店として甲の原店を開店[1]。
- 1992年（平成4年）5月 - 本部を八王子市滝山町へ移転[1]。
- 1994年（平成6年）
  - 10月 - CI導入、ロゴマークを変更[1]。
  - 12月 - 13号店として城山店を開店[1]。
- 1995年（平成7年）10月 - 14号店として日野店を開店[1]。
- 1997年（平成9年）
  - 2月 - 16号店として愛川店を開店[1]。
  - 7月 - 17号店として台町店を開店[1]。
- 1998年（平成10年）12月 - 18号店としてあきる野店を開店[1]。
- 1999年（平成11年）4月 - 19号店として横川店を開店[1]。
- 2000年（平成12年）2月 - 21号店として多摩境店を開店[1]。アクロス多摩境へ出店[5]
- 2001年（平成13年）11月 - 22号店として塩田店を開店[1]。
- 2002年（平成14年）3月 - 「アルプスポイントカード」を全店で導入完了[1]。
- 2003年（平成15年）
  - 2月 - 23号店として豊田南店を開店[1]。
  - 3月 - 中野店（3号店）を旧店舗の隣接地に移転改築[1]。
- 2004年（平成16年）6月 - 24号店として飯能新光店を開店[1]。
- 2005年（平成17年）
  - 2月 - 26号店として入間下藤沢店を開店[1]。
  - 7月 - コピオ多摩境を開業、多摩境店（21号店）を移転[1]。
- 2006年（平成18年）3月 - 28号店として伊勢原下落合店を開店[1]。
- 2007年（平成19年）
  - 4月 - 29号店として北野店を開店[1]。
  - 9月 - 30号店として、八王子市楢原町に楢原店を開店[1]。
- 2010年（平成22年）
  - 1月 - 高倉店（5号店）を全面改装[1]。
  - 2月 - 31号店として、東京都羽村市神明台に羽村店を開店[1]。
  - 7月 - 33号店として、埼玉県飯能市美杉台に飯能美杉台店を開店[1]。
  - 11月 - 34号店として、サザンスカイタワー八王子に八王子駅南口店を開店[1]。
- 2013年（平成25年）4月 - 35号店として、八王子市七国にみなみ野店を開店[1]。
- 2015年（平成27年）3月 - 36号店として、相模原市緑区に相模原インター店を開店[1]。
- 2016年（平成28年）12月 - 「アルプスポイントカード」を電子マネーEdy搭載に切り換え完了[1]。
- 2017年（平成29年）12月 - 南平店（6号店）を改築[1]。
- 2019年（令和元年）
  - 6月 - 37号店として、東京都東村山市久米川町に東村山店を開店[1]。
  - 11月1日 - 西八王子店（4号店）建て替えのため、一時閉店に伴う閉店セールを開始[6]。
  - 11月4日 - 西八王子店（4号店）建て替えのため、この日の19時をもって一時閉店[6][7]。
  - 11月13日 - 38号店として、八王子市散田町に散田店を開店[1][8]。
  - 12月1日 - 都営長房団地再開発事業「八王子市長房地区まちづくりプロジェクト」により、長房店（2号店）の新店舗建設工事が着工[8]。
- 2020年（令和2年）11月27日 - フォレストモール八王子大和田の核店舗として大和田店を開店。
- 2021年（令和3年）
  - 4月28日 - コピオ長房が開業。核店舗として長房店（3代目）を開店。
  - 10月26日 - 旧西八王子店を改築し、SC業態のコピオ西八王子駅前として開業。核店舗のスーパーアルプス西八王子駅前店としてリニューアルオープン[9][10][11][12]。
- 2024年（令和6年）1月29日 - 同年春頃、自社ポイント「アルプスポイント」をサービス終了、楽天ペイメントと提携し共通ポイントサービスの楽天ポイントを導入[13][14]。

## 店舗
店舗のうち半数以上が八王子市に出店している。現行店舗の詳細については、公式サイト内「店舗情報」を参照。
数字は店番で、出店順に「○号店」と称する。店舗名および店番の出典は、公式サイト内「会社概要・会社沿革」より。出店時期については「#沿革」節を参照。
拝島店（閉店）
- 1号店
- 所在地：東京都昭島市拝島町[1]
- 創業の地である東京都昭島市に出店したスーパーマーケット1号店[1]。現存しない[15]。

長房店
- 2号店
- 所在地：東京都八王子市長房町[15]
- 現存する最古の店舗。クリーニング店を併設。
- 都内屈指のマンモス都営団地である長房団地内の商店街「長房新栄商店街」に出店。過去に2度建て替えを行っている。都営長房団地の老朽化による建て替えと再開発事業「八王子市長房地区まちづくりプロジェクト」により、2代目店舗は2021年2月に営業を終了し、再開発区域に3代目店舗が開店する[8]。
- かつては2代目店舗の2階には銭湯があった。これは初代店舗を2代目店舗に建て替える際に、当時隣接していた銭湯も取り壊す計画であった。しかし風呂のない周辺住民からの反対に遭い、そのような住民への配慮として2代目店舗の2階に銭湯「長房湯」を設けた（TBS系テレビ番組『まんがはじめて物語』でも紹介されていた）。
- 2021年4月28日、コピオ長房が開業。同日、核店舗として長房店（3代目）が開店。他にカインズ、セリア、クリエイトSDなど16店舗が出店。

中野店
- 3号店
- 所在地：東京都八王子市中野山王[15]
- 1973年出店という古参店舗だが、2003年3月に隣接地に移転改築したため建物は新しい[1]。併設店舗なし。

西八王子駅前店（旧・西八王子店）
- 4号店
- 所在地：東京都八王子市散田町3丁目[15]（開店当時の住所表示は八王子市散田東町）
- 西八王子駅南口。外観が特徴的なボウリング場の居抜き店舗で、建物内の随所にもその名残が見えた。併設店舗は2階の美容室。かつてはサンテオレが出店していた。
- 老朽化による建て替えのため、2019年11月4日より一時閉店[6][7]。「休業中は近隣店舗をご利用ください」として台町店の案内がある[7]。
- 2021年10月、西八王子店の店舗が改築され、SC業態の「コピオ西八王子駅前」としてオープン。核店舗「スーパーアルプス西八王子駅前店」としてリニューアル[9][10][11][12]。

高倉店
- 5号店
- 所在地：東京都八王子市高倉町[15]
- 北八王子駅付近、ショッピングセンター「コピオ高倉」内の店舗。リトルマーメイド、マクドナルドなどを併設。日野市との市境に位置するため、日野市指定ごみ袋の取り扱いもある。

南平店
- 6号店（7号店は欠番）
- 所在地：東京都日野市南平[15]
- 京王線南平駅付近（駅前ではない）。日野市へ初出店した店舗[1]。クリーニング店を併設。

はざま店
- 8号店
- 所在地：東京都八王子市椚田町[15]
- 京王高尾線狭間駅付近（駅前ではない）。東京工業高等専門学校そば。2013年に大規模な内装リニューアルを行った。過去には衣料品も取り扱っていた。また、マクドナルド→モスバーガーが出店していた時期もあるが、現在は11cutやカーブスなどが出店。

恩方店
- 9号店
- 所在地：東京都八王子市西寺方町[15]
- クリーニング店を併設。付近に八王子繊維工業団地、西東京バス恩方営業所（恩方ターミナル）がある。

宇津木台店
- 10号店
- 所在地：東京都八王子市久保山町[15]
- UR宇津木台（うつきだい）団地内に出店。インストアベーカリーはリトルマーメイドではなく「COCOBAKE」を併設。

甲の原店
- 11号店（12号店は欠番）
- 所在地：東京都八王子市中野町[15]
- 工学院大学八王子キャンパス付近。クリーニング店を併設。

城山店
- 13号店
- 所在地：神奈川県相模原市緑区原宿[15]（開店当時は津久井郡城山町）
- ショッピングセンター「コピオ城山」の核店舗。他にコルモピア、ダイソーなどが出店。

日野店
- 14号店（15号店は欠番）
- 所在地：東京都日野市日野[15]
- リトルマーメイド、クリーニング店などを併設。

愛川店
- 16号店
- 所在地：神奈川県愛甲郡愛川町角田[15]
- ショッピングセンター「コピオ愛川」の核店舗。リトルマーメイドを併設。マクドナルド、セリア、マツモトキヨシ、コルモピアなど多数出店。

台町店
- 17号店
- 所在地：東京都八王子市台町[15]
- 八王子駅南口などから京王バス、富士森公園そば。クリーニング店を併設。

あきる野店
- 18号店
- 所在地：東京都あきる野市秋留[15]
- ショッピングセンター「コピオあきる野」の核店舗。クリーニング店を併設。100円ショップ、ゲームセンターなどが出店。

横川店
- 19号店（20号店は欠番）
- 所在地：東京都八王子市横川町[15]
- クリーニング店、美容室などを併設。

多摩境店
- 21号店
- 所在地：東京都町田市小山ヶ丘[15]
- 小山内裏公園そば。2000年にアクロス多摩境に開店[5]。2005年7月に開業したコピオ多摩境へ移転[5]。リトルマーメイドを併設。他にセリア、スギ薬局などが出店。

塩田店
- 22号店
- 所在地：神奈川県相模原市中央区田名塩田[15]（開店当時は相模原市田名塩田）
- クリーニング店、100円ショップなどを併設。

豊田南店
- 23号店
- 所在地：東京都日野市豊田[15]
- 豊田駅南側（駅前ではない）。リトルマーメイド、理容室、クリーニング店を併設。八王子市からも近いため、八王子市指定ごみ袋の取り扱いもある。

飯能新光店（閉店）
- 24号店
- 所在地：埼玉県飯能市新光[15]
- リトルマーメイド、美容室などを併設。敷地に隣接してマツモトキヨシ、西松屋、ダイソーなどのロードサイド店舗が立ち並び、その一角がショッピングセンターのようになっている。
- 2021年3月31日閉店。跡地にはフーコットが2021年8月3日にオープン。

橋本店（閉店）
- 25号店
- 所在地：神奈川県相模原市緑区橋本3-3-1
- 2004年7月15日、橋本駅北口のショッピングセンター「SING橋本」に出店。同年7月3日には映画館「MOVIX橋本」もオープンしている。リトルマーメイドを併設していた。
- 2014年1月5日閉店。跡地にはドン・キホーテが出店している。

入間下藤沢店
- 26号店
- 所在地：埼玉県入間市下藤沢[15]
- インストアベーカリーはリトルマーメイドではなく「COCOBAKE」を併設。他にサンドラッグ、100円ショップなど多数出店。隣接してケーヨーデイツーが出店し、その一角がショッピングセンターのようになっている。

陽光台店（閉店）
- 27号店
- 所在地：神奈川県相模原市中央区陽光台2丁目1-3（開店当時は相模原市陽光台2丁目1-3）[16]
- 上溝駅東側（駅前ではない）[16]。2005年4月26日開店。リトルマーメイドを併設していた[16]。
- 2019年9月29日の19時をもって閉店。跡地にはスギ薬局陽光台店[17]が居抜き出店。

伊勢原下落合店
- 28号店
- 所在地：神奈川県伊勢原市歌川[15]
- リトルマーメイドを併設。サーティワン、はなまるうどん、サンドラッグなど多数出店。

北野店
- 29号店
- 所在地：東京都八王子市北野町[15]
- 京王線北野駅北口駅前。駅前再開発で建設された「きたのタウンビル」の核店舗。元忠実屋北野店→ダイエー北野店。ダイエー閉店後に「コピオ北野」となり、地下1階にスーパーアルプスが出店。リトルマーメイドは2020年10月31日閉店。その他、マクドナルド、コルモピア、モードオフ、八王子市北野市民センターなどが入居する。

過去に存在した関東地区のダイエーの店舗#23区以外、忠実屋#八王子市も参照。
- 2021年2月23日リニューアルオープン。

楢原店
- 30号店
- 所在地：東京都八王子市楢原町[15]
- ショッピングセンター「コピオ楢原」の核店舗。リトルマーメイドを併設し、コルモピア、ハックドラッグ、ミスタードーナツ、ダイソー、ケーヨーデイツーなど多数出店し、地域における大規模なショッピングセンターを形成している。

羽村店
- 31号店（32号店は欠番）
- 所在地：東京都羽村市神明台[15]
- ショッピングセンター「コピオ羽村」の核店舗。リトルマーメイド、クリーニング店を併設。スギ薬局、100円ショップ、美容室などが出店。

飯能美杉台店
- 33号店
- 所在地：埼玉県飯能市美杉台[15]
- 飯能駅南側の飯能市美杉台にURが開発したニュータウン「ビッグヒルズ飯能美杉台」へ出店。インストアベーカリーはリトルマーメイドではなく「COCOBAKE」を併設。クリエイトエス・ディーが出店。
- ニュータウンの住宅地をはさんで西武バス飯能営業所がある。

八王子駅南口店
- 34号店
- 所在地：東京都八王子市子安町[15]
- 八王子駅南口再開発で建設されたサザンスカイタワー八王子の核テナントとして2階に出店[18]。元の計画では2・3階に東急ストアが出店を予定していたが、東急側の都合で突然白紙撤回したため出店見送りとなった[18]。そのため地元企業であるスーパーアルプスが新たに出店表明し、2010年11月20日に八王子南口店として開業した[18]。

みなみ野店
- 35号店
- 所在地：東京都八王子市七国[15]
- 八王子みなみ野駅周辺にURが開発したみなみ野シティ（八王子ニュータウン）内に出店。同駅から京王バス「みなみ野循環」で「七国南」停留所前。リトルマーメイド、100円ショップワッツ、クリーニング店を併設。町田市との市境に近いため、町田市指定ごみ袋・粗大ごみ券も取り扱う。通りをまたぎ隣接してウエルシアが出店する。

相模原インター店
- 36号店
- 所在地：神奈川県相模原市緑区向原[15]
- ショッピングセンター「コピオ相模原インター」の核店舗。橋本駅と相模原インターチェンジや津久井湖の中間地点にある。インストアベーカリーは「COCOBAKE」。ドラッグストアや100円ショップの他にノジマ、ニトリデコホームなど大型店舗も出店している。。人工砂浜バーベキュー場「TACHIHI BEACH スーパーアルプス相模原インター店」もオープンした。

東村山店
- 37号店
- 所在地：東京都東村山市久米川町[15]
- 北多摩地区唯一の店舗。
- 既存店と印象の異なる店舗デザインは、八王子市散田町のデザイン会社「アイキャンディ」が担当[19]。同社は全従業員が女性であることから、「女性視点」のデザインを企画して依頼された[19]。白い屋根の外観はアルプスの山々をイメージし、トイレもデパートのように凝ったものとなっている[19]。併設店舗はなし。

散田店（閉店）
- 38号店
- 所在地：東京都八王子市散田町[15]
- オリンパスの社宅跡地に2019年11月13日開店[8]。めじろ台住宅地とJR中央線の間に位置する。通常のロゴマークのほか、白基調の看板にアルプスの山々を象った模様が描かれている。

2023年3月頃に閉店。
大和田店
- 39号店
- 所在地:東京都八王子市大和田町[15]
- 2020年11月27日開店。フォレストモール八王子大和田の開業と同時に核店舗として出店。
- リトルマーメイドを併設。その他にダイソー、サンドラッグ、眼鏡市場、ホワイト急便が入居する。

## サービス
全店でEdyによる支払いが可能。また、2021年12月2日より全店のすべてのレジでQRコード決済が可能となった。
独自のポイントカード「アルプスポイントカード」を2001年（平成13年）10月より導入開始。翌2002年（平成14年）3月には全店で導入完了した。入会金100円、年会費無料。2016年（平成28年）5月より発行される「アルプスポイントカード」には電子マネーEdyが搭載されており、Edyチャージャー（現金入金機）も全店に設置されている。同年12月にはEdy搭載ポイントカードへの切り換えが完了した。
クレジットカードは、以前は「アルプスDCカード」が発行されていたが、2014年4月15日からポイントカード機能を持たない「アルプス・ジャックスカード」の発行に切り替わっている。
現金、「アルプスポイントカード」搭載Edy、クレジットカード「アルプスDCカード」「アルプス・ジャックスカード」で支払うと、消費税を除いた200円ごとに1ポイント付与される。また、ポイントカード搭載のEdyで支払う場合は基本のポイントに加え、さらに200円ごとにプラス1ポイント付与される。月間総支払額1万円以上の客には、翌月最初の買い物時にボーナスポイントも付与される（例：1万円では30ポイント、2万円では60ポイント、3万円では150ポイント）。また、他のEdy加盟店でスーパーアルプス・ポイントカード搭載のEdyを利用した場合でも、消費税を除いた200円ごとに1ポイント付与される。貯めたポイントは1ポイント1円で支払い時に利用が可能。また、日曜日と木曜日は100ポイント単位で100ポイントごとに100円の現金に交換が可能。高額利用者には誕生日にワインプレゼントが企画されるなど様々な特典がある。
「アルプス・ジャックスカード」を利用時は、ポイントカードを同時に提示することによってアルプスポイントが付与されるほか、アルプスポイントとは別にアルプス・プラスポイントが付与される。このアルプス・プラスポイントは500ポイント貯まると、店頭でアルプスポイント500ポイントに交換できるハガキがジャックスより自動で届くシステムとなっている。「アルプスDCカード」「アルプス・ジャックスカード」以外のクレジットカードも利用可能
2022年２月から他社のクレジットカードやQRコード決済でもアルプスポイントカード提示で200円１ポイントが付与される但しボーナスポイントなど一部ポイント付与は対象外に成っている

## エピソード
2004年11月17日放送の『トリビアの泉 〜素晴らしきムダ知識〜』で紹介された雑学「スーパーマーケットのレジ係には全国大会がある」では、スーパーアルプス従業員の出場シーンが放送された。この全国大会とは、スーパーアルプスが加盟するオール日本スーパーマーケット協会主催の「チェッカーフェスティバル」で、2004年当時は「チェッカーコンテスト」の名称で開催されていた。